# Rio Cerghid
O Rio Cerghid é um rio da Romênia, afluente do Mureş, localizado no distrito de Mureş.